# Valparaíso (municipi de Zacatecas)
Valparaíso és un municipi de l'estat de Zacatecas. Valaparaíso és el cap de municipi i principal centre de població d'aquesta municipalitat. Aquest municipi és a la part sud de l'estat de Zacatecas. Limita al nord amb els municipis de Valparaíso, al sud amb Trancoso, a l'oest amb Riva Palacio i a l'est amb Cuencamé.